# Moviment del 68
El moviment del 68 fou un moviment estudiantil contracultural i contestatari que va tenir lloc a l'estiu de 1968 després dels esdeveniments del Maig francès, començant en aquest país, i estenent-se ràpidament, per obra dels mitjans de comunicació, arreu d'Europa, Estats Units, Amèrica Llatina, Oceania i parts d'Àfrica i Àsia. Aquest moviment de joves es formà arran dels intensos canvis polítics, socials i culturals de la seva època i representa una ideologia antiestablishment de protesta contra la repressió de part de l'estat, contra la guerra de Vietnam i, en general, contra el domini de les institucions de dretes.
El moviment del '68 està fortament identificat d'una banda amb el situacionisme com a ideologia i per altra banda amb l'estètica beatnik o la de la contracultura dels anys 1960, i molts dels icones que van inspirar als joves que van prendre part d'aquest moviment són músics, literats o celebritats de corrent o influència concordant.